# 阮國定
阮國定（1912年—1977年），越南裔法國法學家、教授。曾擔任越南國外交部長。
1912年（一說1916年、1915年），阮國定出生於越南南定，父母以他的家鄉城市的名字爲他命名。
阮國定一直保留自己的越南國籍（南越）直到1975年越南共和國滅亡。
1977年（一說1976年），阮國定逝世，享壽65歲。

## 政治生涯
阮國定在1954年1月16日至7月1日間擔任越南國外交部長。

## 著作
- 《法屬印度支那的華裔團體》（Les congrégations chinoises en Indochine française）[7]
- 《印度支那未來的地位：對1945年3月24日政府宣言的評論》（Le futur statut de l'Indochine: commentaire de la déclaration gouvernementale du 24 mars 1945）[8]
- 《國際公法》（Droit international public），第一版[4]